# Kościół Wniebowstąpienia Pana Jezusa w Miejscu
Kościół Wniebowstąpienia Pana Jezusa – rzymskokatolicki kościół filialny w miejscowości Miejsce w gminie Świerczów. Świątynia należy do parafii Najświętszego Serca Pana Jezusa w Świerczowie, w dekanacie Namysłów zachód, archidiecezji wrocławskiej. Dnia 7 kwietnia 2016 roku, pod numerem A-251/2016 kościół został wpisany do rejestru zabytków województwa opolskiego.

## Historia kościoła
Pierwotnie kościół w miejscowości Miejsce został wybudowany w XVIII wieku. Była to budowla drewniana. Należał on do społeczności protestanckiej. Obecna murowana świątynia została wybudowana w 1925 roku a część wyposażenia wnętrza świątyni została przeniesiona z drewnianego kościółka. Na cmentarzu znajduje się również neogotycka kaplica z figurą św. Jana Nepomucena.